# 白鹤梁水下博物馆
白鹤梁水下博物馆位于中华人民共和国重庆市涪陵区城北，是一座水下遗址博物馆，机构上隶属于重庆中国三峡博物馆。博物馆展览区域淹没于长江之下40米，通过91米长的电梯与地面相连，水下则展示素有“水下碑林”之称、历史跨越1200年的白鹤梁石刻。作为全球范围内第一座无需潜水即可在原址参观文物的水下博物馆，白鹤梁水下博物馆屡获国内外工程及文物保护方面的奖项，被誉为“世界第一古代水文站”。

## 历史
白鹤梁原是长江中的一个天然石梁，旧称“巴子梁”，随着长江的冲蚀现已被分为数段。由于白鹤梁的题刻能追溯到唐代的广德二年（764年），留存至今的石刻历史年代则横跨北宋开宝四年（971年）至中华人民共和国时期1963年，记载了自唐代1200年以来72条枯水记录，以及历代若干文字记录，具有重要的历史、水文及艺术价值，被称为“水下碑林”。
1994年，随着三峡大坝修建工程的启动，当地的水平面将上涨至完全淹没白鹤梁石刻。为保护文物，中国科学院武汉岩土力学研究所研究员、中国科学院院士葛修润提出了采用“无压容器”方案修建一座水下博物馆供游客参观的方案，并在2002年得到重庆市人民政府召开的专家认证会的认可，以及国家文物局的批准。2003年2月13日，白鹤梁原址水下保护工程正式开工，历时6年建设完成。2009年5月18日，白鹤梁水下博物馆正式开馆。
白鹤梁水下博物馆是世界上第一个水下遗址博物馆，素有“世界第一古代水文站”之称，联合国教科文组织认定其为“世界首座非潜水可到达的水下遗址博物馆”；博物馆亦被认定为国家4A级景区、全国水情教育基地、全国科普教育基地等。在国内外，白鹤梁水下博物馆先后获得全国优秀工程咨询成果二等奖、国家文物局文物保护科学和技术创新奖一等奖，以及菲迪克工程项目奖优胜奖等荣誉。

## 建筑
白鹤梁水下博物馆全馆建筑面积4833平方米，占地11333平方米。建筑内分地面陈列馆和水下参观区两部分，展陈面积4580平方米。白鹤梁水下博物馆的水下参观区淹没于长江水下约40米，采用“无压容器”法对石刻进行保护，具体方法是通过在白鹤梁原址建立密闭容器，往其中灌入过滤后的清水，从而使保护容器的内外压力平衡。相比于意图完全将石刻于长江水隔绝的“水晶宫”方案来说，无压容器法极大提升了保护容器的稳定性，还降低了建设的成本；此外，该方案辅以耐腐蚀材料保护、不燃电缆材料、内部LED光芯照明系统、水下循环水系统和动态检测系统等，确保石刻在水下的观赏性稳定性。同时，容器中间开辟了一条供游客参观的廊道，以91米长的电梯与地上展区相连，科考人员亦可身着潜水服进入其中进行近距离考察。

## 展览
博物馆的地面陈列馆分为序厅、展厅和科普互动区，其中展厅共有四个主题，分别是“生命之水——世界大河文明中的水文观测”“长江之尺——白鹤梁题刻的科学价值”“水下碑林——白鹤梁题刻的人文价值”和“三峡明珠——世界首座遗址类水下博物馆”，通过历史沿革、水利意义、人文底蕴和保护历程四方面介绍白鹤梁及博物馆。地面展厅还主要展览一些无法就地保护的石刻图片与拓片。
水下参观区则由斜坡廊道、水平廊道和参观廊道组成。斜坡廊道即为长91米的电扶梯，游客在乘坐扶梯下到水下的过程中，能通过声光电技术观赏到水下复原场景；水平廊道长150米，其内通过展板及多媒体展览的形式展示长江鱼类及船舶文化知识；参观廊道则通过一个宽约1米、厚约0.5米的钢制舱门与水平廊道连接，为60米长的环形走廊，内部通过23个圆形观察窗，对游客展示淹没水中的白鹤梁实况。